# Менгисту Хайле Мариам
Менгисту Хайле Мариам (на амхарски: መንግስቱ ኃይለ ማርያም) е етиопски офицер (подполковник) и политик – първият президент на Етиопия и участник в свалянето на монархията в страната.
Той е водеща фигура във военната хунта, управлявала Етиопия след 1974 г. Става президент на Етиопия през 1987 г. Укрива се в Зимбабве след свалянето му от власт през 1991 г. Осъден е в Етиопия на смърт за геноцид.

## Ранни години
Като дете Менгисту понася подигравателни коментари по отношение на външния си вид, който е по-негроиден от този за обичайния етиопец. Пол Б. Хенз смята, че по време на своето следване в САЩ Менгисту преживява расова дискриминация, следствие от което е сетнешната му ненавист към тази страна. 
При едно събиране на членовете на Дерг Менгисту възкликва пламенно и развълнувано:
"В тази страна някои аристократични семейства окачествяват личности с тъмна кожа, дебели устни и къдрава коса като Барии (на амхарски – роби)... Нека бъде ясно за всекиго, че скоро ще накарам тези невежи да се превиват и да мелят зърно."

## Идване на власт
Съществуват слухове, опитващи се да му припишат убийството на последния император Хайле Селасие I, но е сигурно, че при неговото управление множество хора са били убивани при най-малкото подозрение в инакомислие без съд и присъда, между тях и патриархът на Абисинската православна църква през 1977 г.
През 1974 г. на власт идва триумвират от трима военни – Менгисту, Тафари Бенти и Атнафу Абуте. След убийството на последния при престрелка той обвинява Атнафу Абуте в „поставяне на интересите на Етиопия над тези на социализма“ и „контрареволюционна“ дейност, с което допринася за проправянето на път към едноличната власт.
След 1977 г. обаче възниква отцепване на доскорошния идеологически съюзник – Революционната партия на етиопския народ (РПЕН), която се опитва да представи убежденията на Менгисту за фашистки.
Атентатите, които тази групировка организира, са наречени „бял терор“, но Менгисту скоро отвръща на удара – дарява на селяни, работници, чиновници и студенти оръжие, за да „изкоренят враговете на революцията“, като неговият гняв е насочен предимно към РПЕН. 
Полковник Менгисту влага драматична символика на борбата с контрареволюцията: публично изкрещява: „смърт на контрареволюционерите! Смърт на РПЕН“ и хвърля две бутилки пълни с кръв на земята, за да покаже каква ще е участта на враговете на революцията. През следващите 2 години са умъртвени хиляди етиопци, а семействата им са принудени да платят данъка „изхабен куршум“, ако искат да получат труповете на своите близки.
През май 1977 г. шведският генерален секретар на фондацията „Спасете децата“ заявява, че 1000 деца са били убити, а техните останки са останали на улицата и са се превърнали в плячка за хиените.
След като отразява сомалийската агресия, при което доскорошните съюзници на Сомалия – СССР и Куба, преминават на етиопска страна, в края на военната кампания етиопският владетел разполага с втората по големина армия в цяла Северна Африка и внушителни военноморски и военновъздушни сили.
На 12 септември 1984 г. е създадена Етиопската работническа партия (ЕРП)
През 1986 г. е приета нова конституция по образец на тази на СССР и Менгисту е обявен за първи президент на новата Народнодемократична република Етиопия.
Преживява 13 опита за покушение.

## Икономическа политика
В годините на своето управление национализира всички частни компании, чуждестранни включително, домовете в скъпоплатения център на Адис-Абеба, за да предотврати прекомерно забогатяване за сметка на аренда.
През 1991 г. Менгисту се опитва да събере огромна милионна армия чрез въвеждане на всеобща военна повинност, за да се справи с бунтовническите брожения, обаче те скоро обкръжават столицата Аддис-Аббеба въпреки усилията на правителството на Народнодемократична Република Етиопия. На 22 май 1991 г. Менгисту е принуден да бяга в Зимбабве, а на власт идват въстаниците, при което техният предводител Мелес Зенави заграбва властта и е премиер-министър на Етиопия до смъртта си.
Женен е и има 3 деца.

## Убежище в Зимбабве
Опозиционната партия в Зимбабве се застъпва за неговото екстрадиране в Етиопия, където със сигурност го чака смъртна присъда. В същото време Робърт Мугабе му предоставя убежище заради дружествените отношения между двете страни по време на управлението му и защото Менгисту подпомага борбата за независимост на Зимбабве срещу потисничеството на английския колониализъм. Менгисту живее в строго охраняван дом в отдалечено селце, като Робърт Мугабе му е предоставил и дипломатически паспорт, с който да пътува без произшествия. Едно такова произшествие е предотвратено през 2000 г., когато по време на неговото лечение в ЮАР е осуетен опит за екстрадиране, за което много влиятелни кръгове там са настоявали. В резултат на това Менгисту бързо се прибира отново в Зимбабве.

## Прозвища
За комунистическата реторика и безпощадното му управление мнозина наричат Менгисту Черния Сталин, известен е също като Червения Негус (т.е. Червения цар).
Счита се, че общо жертвите на неговото управление през 1970 – 1980 г. наброяват повече от 100 хил. души.